# ウィリアム・ハーボーン
ウィリアム・ハーボーン（William Harborne、1542年 – 1617年9月9日）は、時のイングランド女王エリザベス1世によって任命された、在オスマン帝国の初代英国大使（在任：1583年 – 1588年）であった人物。もとは商人であった。

## コンスタンティノープル英国大使館の設立
1575年にイングランドの商人であったジョン・ライト（John Wright）とジョセフ・クレメンツ（Joseph Clements）がコンスタンティノープルを訪れた後に、ハーボーンは同様の商人に雇われる形でポーランドを経由し同市に行き、時のスルタンであったムラト3世からイギリス船のオスマン帝国領内の港での貿易の許可を得た。それまではフランス人だけにこの特権（カピチュレーション）を与えていたが、大宰相（Sadrazam）だったソコルル・メフメト・パシャとの交渉や、エリザベス1世とムラト3世による書簡の成果として、1580年ハーボーンに許可・及び特権が下りることになった。
この後、ハーボーンはこの目的のために設立された貿易団体「レヴァント会社（Levant Company）」に雇われ、ハーボーンに同行してオスマン帝国を訪れたエドワード・オズボーン（Edward Osborne）とリチャード・ステイパー（Richard Staper）が率いるイングランドの大使となることになり、1582年11月20日にエリザベス女王から外交信任状を受け取った。1583年3月26日、ムラト3世に贈る時計などの贈り物を持って現地に到着した。
ハーボーンは、当時起こっていたプロテスタントとイングランドの戦争で、オスマン帝国がカトリック国だったスペインを支援するのを阻止するのに重要な役割を果たした。ハルボーンはスペインが全ヨーロッパの平和を脅かす存在であるとオスマン帝国を説得することができた。結果オスマン帝国との軍事同盟を結ぶには至らなかったが、1587年のスペインと（オスマン帝国と）の議定書の更新もなされなかった。最終的にイングランドとの条約が更新されることとなり、以後343年間オスマン帝国はイングランド、そして後のグレートブリテン王国やグレートブリテン及びアイルランド連合王国との条約が更新され続けることになる。しかしオスマン帝国の権力者たちはこれに激怒し、フランス人たちは国外へ出ていくようイングランド人を脅したという。
その後、オスマン帝国から英国製品のカピチュレーションやその他の関税引き下げの実現に成功し、当時トルコで布や衣類の生産に使われていた染料や生地に関する見本・情報を入手する任務も与えられた。1588年8月、ハーボーンはエドワード・バートン（Edward Barton）を後任として大使の地位を離れたが、その頃には貿易も盛んになり、在オスマン帝国大使の地位はイギリス外交界の中で最も影響力のある地位の一つとなっていた。

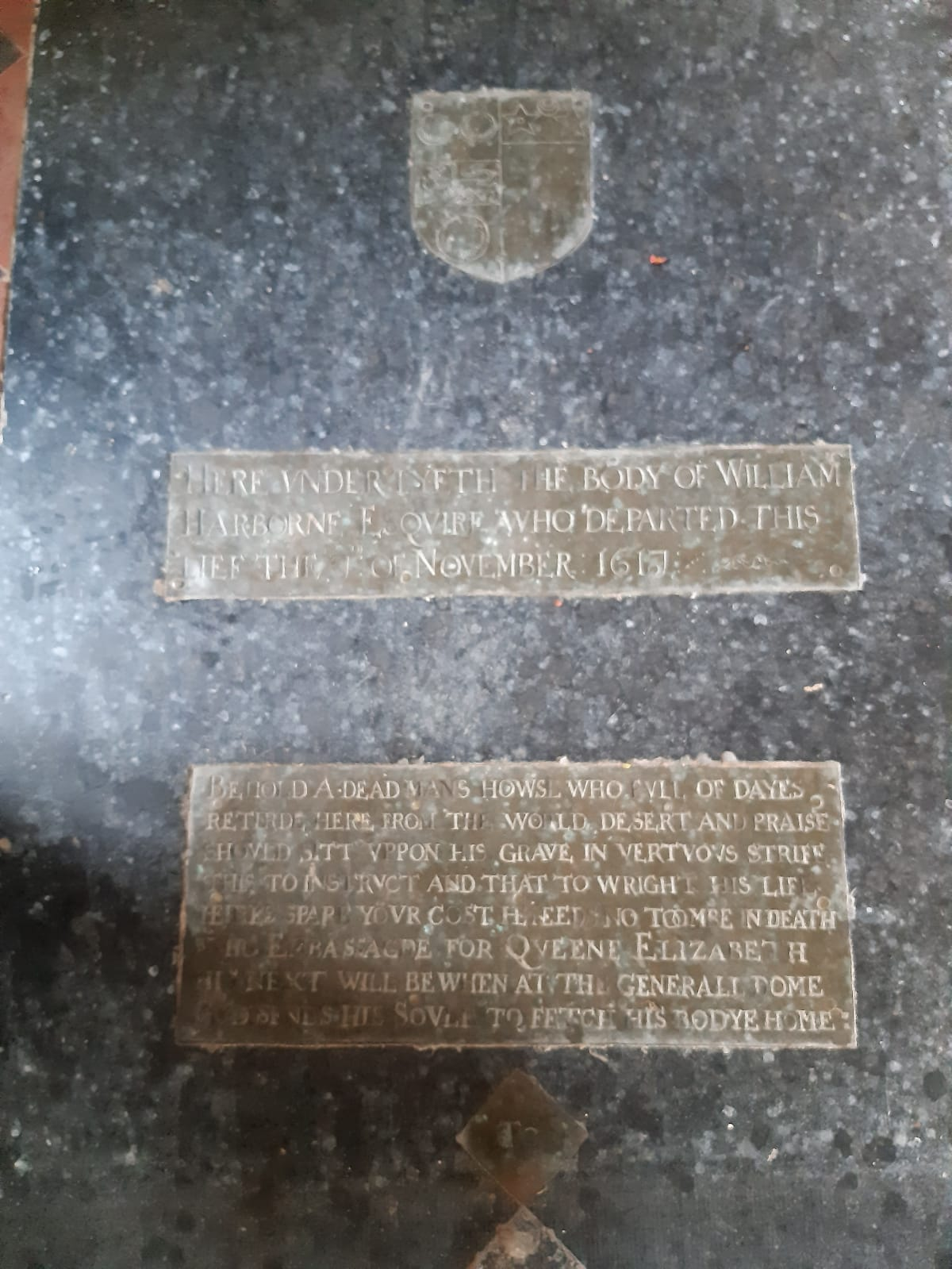
マンダムにあるハーボーンの記念碑

イングランドに戻ると、ハーボーンは祖父ヘンリー・アーボーン（Henry Arborn）が1538年に亡くなるまで住んでいた、ノーフォーク州のマンダムに移り住むことになった。そのまま同地に定住し、1617年11月6日に死去、同地の教区に埋葬された。同教区にはハーボーンを偲ぶ記念碑があり、ハーボーンを称揚する英詩が刻まれている。以下はその碑文。
 "Behold a dead mans howse who full of dayes, retirde here from the world desert and praise should sitt uppon in vertuous strife, this to instruct and that to wright his life heires spare your cost he needs no tombe in death who Embassagde for Queene Elizabeth his next will be when at the generall dome God sends his sovle to fetch his bodye home"

## 作品
ハーボーンは以下のような作品を著した。
1. 1588年のコンスタンティノープルからロンドンへの旅の記録。 Hakluytの『航海のコレクション（Collection of Voyages）』に写されている。
2. 『The relation of my tenn yeares forraine travelle in procuring and establishing the intercourse into the Grand Seignor his domynions, begun in anno 1577 and fynished 1588, specifieng the service donn to hir Matie and Comon Wealth, with such perticuler proffet as the Traders thether have and doe enioye therebie』 Lansdowne MS. 57, f. 65.
3. この他、大英博物館のLansdowne MSSやオックスフォードのボドレイアン図書館（Bodleian Library）のTanner MSSには、手紙や使節に関する文書が多く残っている。

## 家族
両親の身元は不明だが、祖父であるヘンリー・アーボーンは、1538年に亡くなるまでマンダムに住んでいたことが知られている。ハーボーンは1589年9月16日、ノーフォーク州ベスソープ（Besthorpe）のアンソニー・ドゥルーリー（Anthony Drury）の娘であるエリザベスと結婚し、数人の子供をもうけた。
- ジョン - 家督を相続した。[7]
- エリザベス - マンダムに滞在しグレゴリー・ランドールと結婚、一女をもうけた。
- エリザベス - ウィリアムの孫娘（1629年 - 1652年1月）、23歳のときマンダムにて没。